# Kolwezi
Kolwezi is een stad in het zuiden van Congo-Kinshasa, in de voormalige provincie Katanga. Het is sinds 2015 de provinciehoofdplaats van de provincie Lualaba. Het is de vierde stad van het land na Kinshasa, Lubumbashi en Mbuji-Mayi. Er bevindt zich een vliegveld en spoorlijn naar de stad Lubumbashi. Er wonen ongeveer 910.167 mensen in Kolwezi (1 jan 2005).
Kolwezi ligt op het Manika-plateau en is een belangrijk centrum voor de winning van koper en kobalt.

## Geboren
- Grace Geyoro (1997), voetbalster

Sankuru · Bas-Uele · Kongo Central · Kwango · Kwilu · Mai-Ndombe · Kinshasa · Kasaï · Lulua · Kasaï oriental · Lomami · Maniema · Zuid-Kivu · Noord-Kivu · Ituri · Haut-Uele · Tshopo · Noord-Ubangi · Mongala · Zuid-Ubangi · Evenaarsprovincie · Tshuapa · Tanganyika · Haut-Lomami · Lualaba · Haut-Katanga